# 大林昌仁
大林 昌仁（おおばやし まさひと　1994年6月10日 - ）はスピードスケート選手。ISUスピードスケート・Ｗ杯日本代表。
2021年11月、スピードスケートW杯（ポーランド・トマショフマゾウィエツキ大会）男子マススタート金メダリスト。
長野県南佐久郡川上村出身。川上村立川上中学校、佐久長聖高校、山梨学院大学卒。福井県スポーツ協会所属。

## 自己ベスト記録
| 種目    | 記録       | 更新日         | 大会会場       |
| ------- | ---------- | -------------- | -------------- |
| 500ｍ   | 37秒18     | 2018年12月25日 | 帯広           |
| 1000ｍ  | 1分13秒66  | 2017年9月10日  | 帯広           |
| 1500ｍ  | 1分47秒97  | 2020年10月25日 | 長野           |
| 5000ｍ  | 6分18秒24  | 2020年2月8日   | カルガリー     |
| 10000ｍ | 13分26秒88 | 2017年11月19日 | スタヴァンゲル |

## 主な戦績
- 2016　全日本スピードスケート距離別選手権大会　5000m 5位／10000m 2位
- 2017　日本学生氷上競技選手権大会　5000m 4位／10000m 2位
- 2017　ユニバーシアード冬季競技大会（カザフスタン・アルマトイ）　5000m 4位／10000m 2位[5]
- 2017　全日本スピードスケート距離別選手権大会　5000m 4位／10000m 2位
- 2017　平昌オリンピックスピードスケート日本代表選手選考競技会　5000m 3位／10000m 2位
- 2018　全日本スピードスケート距離別選手権大会　5000m 3位／10000m 3位／マススタート 3位
- 2018　全日本スピードスケート選手権大会　総合5位
- 2018/19　ＩＳＵスピードスケート・W杯（帯広）　チームパシュート 4位
- 2019/20　ＩＳＵスピードスケート・W杯（カザフスタン・ヌルスルタン） チームパシュート 4位
- 2019/20　ＩＳＵスピードスケート・W杯（長野） 5000m 15位[6]
- 2021/11   ＩＳＵスピードスケート・W杯（トマショフマゾウィエツキ）男子マススタート優勝